# Ганні Термелен
Ганні Термелен (нід. Hannie Termeulen, 18 лютого 1929 — 1 березня 2001) — нідерландська плавчиня.
Призерка Олімпійських Ігор 1948, 1952 років.
Чемпіонка Європи з водних видів спорту 1950 року, призерка 1947 року.